# Karel Vacek
Karel Vacek (* 21. März 1902 in Reichenberg, Österreich-Ungarn; † 18. August 1982 in Prag) war ein böhmischer Militärmusiker und Komponist.

## Leben
Karel Vacek wurde als Sohn eines Tischlers geboren. Da sein Vater als Volksmusikant Geige, Flöte und Bass spielte, wurde der junge Vacek früh an die Volksmusik herangeführt.
Noch vor dem Ersten Weltkrieg zog die Familie nach Prag um. Dort verdiente Vacek im Alter von 14 Jahren als Praktikant in einem Musikaliengeschäft sein erstes Geld. Während dieser Zeit spielte er in einem Lehrlings-Sinfonieorchester, das sich aus unterschiedlichen Berufsgruppen zusammensetzte. Das Orchester gab ihm die Möglichkeit, verschiedene Instrumente auszuprobieren.
Während einer Hungersnot im Ersten Weltkrieg zog die Familie aufs Land, wo Vacek in einer Zichorienfabrik Anstellung fand. Nach Kriegsende versuchte er am Prager Konservatorium aufgenommen zu werden, doch es fehlten ihm die finanziellen Mittel. Daher meldete er sich zur Prager Militärkapelle, über die er als Gaststudent ans Konservatorium kam. Die Kapelle wurde jedoch kurze Zeit später ins Karpatenland verlegt, was für Karel Vacek das Ende seiner Studienzeit bedeutete.
Karel Vacek blieb sechs Jahre im Militärdienst, was ihm wertvolle Erfahrungen für seinen weiteren musikalischen Werdegang einbrachte. Nach seiner Abrüstung im Jahre 1924 bereiste er mit einer Zirkuskapelle Frankreich.

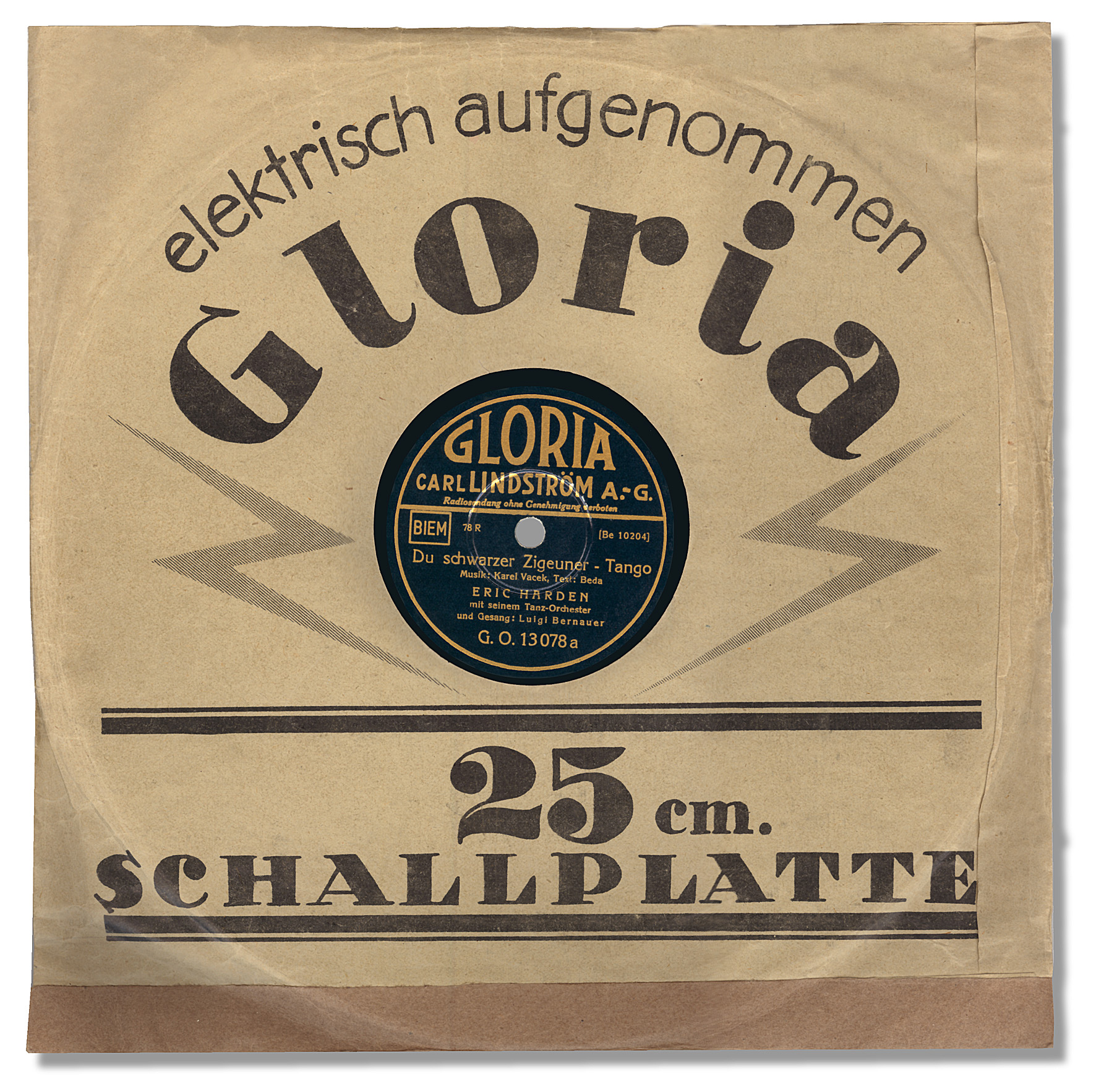
Der Tango Du schwarzer Zigeuner wurde unter dem Warenzeichen der Gloria von Europas damals größtem Schallplattenkonzern, der deutschen Carl Lindström AG, vertrieben.

Nach der Rückkehr aus Frankreich verdiente er seinen Lebensunterhalt in einem Kinoorchester sowie in verschiedenen frühen Jazzensembles, wo er den  Orchesterleiter R. A. Dvorsky kennenlernte. Dieser unterstützte Vacek in seinen Kompositionsversuchen und trug entscheidend dazu bei, dass bereits die erste Plattenaufnahme, Cikánka (deutsche Werkfassung Zigeunerin tanze! mit einem Text von Hans Regina von Nack) im Jahr 1931 speziell in der deutschen Fassung Du schwarzer Zigeuner (Text: Fritz Löhner-Beda) zu einem internationalen Erfolg wurde.
In den Jahren 1935 bis 1938 war Vacek Mitglied im Orchester von Jaroslav Ježek, der wesentlich zur Verbreitung des Jazz in der Tschechoslowakei beitrug.
Im Jahre 1941 gründete Karel Vacek ein eigenes Orchester, zu dessen Repertoire u. a. moderne Tanzstücke und volkstümliche Musik gehörten. Ab den 1950er Jahren konzentrierte sich Vacek nur noch auf das Komponieren.
1973 erhielt er den tschechoslowakischen Ehrentitel „Verdienter Künstler“ und im Jahre 1981 wurde ihm als erstem Vertreter der Unterhaltungsmusik die staatliche Auszeichnung „Nationalkünstler“ verliehen.
Infolge einer Herzkrankheit starb er im Alter von 80 Jahren.

## Werke (Auszug)
- Märsche: Das ist Musik (Hej, panimámo), Wir sind unter uns, Musik der Heimat (Zustan tu s námi)
- Polkas: Am See (nach Arrangement von Franz Bummerl: Fuchsgraben), Kannst du Knödel kochen?, Hu-a-Hu
- Walzer: Mala pisnicka, Rosen so rot, Wir sehn uns wieder
- Tangos: Du schwarzer Zigeuner